# Jargalant Hayrhan
Jargalant Hayrhan är en bergskedja i Mongoliet.   Den ligger i provinsen Chovd, i den västra delen av landet, 1 100 km väster om huvudstaden Ulan Bator.